# Martin Charnin
Martin Charnin (New York, 24 novembre 1934 – White Plains, 6 luglio 2019) è stato un regista e paroliere statunitense.

## Biografia
Martin Charnin nacque in una famiglia ebrea a New York, figlio di Birdie Blakeman e il cantante d'opera William Charnin. Studiò alla The Cooper Union for the Advancement of Science and Art e dopo la laurea entrò nel mondo dello spettacolo in veste di attore e ballerino, recitando nel ruolo di Big Deal nella produzione originale di Broadway di West Side Story. Interpretò il ruolo per oltre mille rappresentazioni a Broadway e nella tournée statunitense del musical.
Successivamente cominciò a scrivere musiche e testi per il varietà dell'Off-Broadway, dirigendo e scrivendo anche canzoni e sketch per Dionne Warwick, Nancy Wilson, Mary Travers, Larry Kert, Jose Ferrer e Leslie Uggams. Nel 1963 tornò a Broadway come paroliere del musical Hot Spot, con colonna sonora di Mary Rodgers e Judy Holliday nel ruolo della protagonista. Negli anni successivi scrisse i testi di altri tre musical: Zenda (1963), Mata Hari (1967) e Two by Two (1970).
Nei primi anni settanta cominciò a lavorare in televisione, scrivendo, dirigendo e producendo numerosi speciali di varietà televisivi. Nel 1971 vinse il suo primo premio Emmy per Annie, The Women in the Life of a Man con Anne Bancroft, mentre l'anno successivo ne vinse un secondo per S'Wonderful, S'Marvelous, S'Gershwin, con Jack Lemmon, Fred Astaire, Ethel Merman, Larry Kert e Robert Guillaume.
Nel 1973 fece il suo debutto a Broadway da regista e nel 1977 ottenne il suo maggior successo quando scrisse i testi, produsse e diresse il musical Annie a Broadway, per cui vinse il Tony Award alla migliore colonna sonora originale. Nel 1999 vinse anche un Grammy Award per i suoi testi nell'album di Jay-Z Vol. 2... Hard Knock Life.

## Riconoscimenti
- Premio Emmy
  - 1971 – Miglior programma di varietà musicale per Annie, the Women in the Life of a Man
  - 1972 – Miglior programma di varietà musicale per S'Wonderful, S'Marvelous, S'Gershwin
  - 1972 – Candidatura per la miglior sceneggiatura per S'Wonderful, S'Marvelous, S'Gershwin
  - 1973 – Candidatura per la miglior regia di un programma commedia, varietà o musicale per Get Happy
- Peabody Award
  - 1973 – Premio per la televisione per S'Wonderful, S'Marvelous, S'Gershwin
- Tony Award
  - 1977 – Candidatura per la miglior regia di un musical per Annie
  - 1977 – Migliore colonna sonora originale per Annie
  - 1982 – Candidatura per la miglior regia di un musical per The First
  - 1982 – Candidatura per il miglior libretto di un musical per The First